# Cleofonte Campanini
Cleofonte Campanini (ur. 1 września 1860 w Parmie, zm. 19 grudnia 1919 w Chicago) – włoski dyrygent.

## Życiorys
Był bratem śpiewaka operowego Italo Campaniniego. Studiował w konserwatoriach w Parmie i Mediolanie. Debiutował jako dyrygent w 1882 roku w Parmie, prowadząc wykonanie Carmen Bizeta. Od 1883 roku dyrygował w Metropolitan Opera w Nowym Jorku. Występował we Włoszech, Wielkiej Brytanii i Ameryce Południowej. Od 1906 do 1909 roku był dyrygentem nowo oddanej do użytku nowojorskiej Manhattan Opera House. Od 1910 roku związany był z Chicago Opera Company.
Poprowadził prapremierowe przedstawienia oper Adriana Lecouvreur Francesco Cilei (1902) i Madame Butterfly Giacomo Pucciniego (1904), a także amerykańskie premiery Otella Giuseppe Verdiego (Nowy Jork 1888) i Peleasa i Melisandy Claude’a Debussy’ego (Nowy Jork 1908).
Jego żoną była śpiewaczka Eva Tetrazzini, siostra Luisy Tetrazzini.